# Lophonetta specularioides
El ánade juarjal (Lophonetta specularioides), también denominado pato crestón (en Perú y Argentina) o pato juarjual (en Chile), es una especie de ave anseriforme de la familia Anatidae propia de América del Sur, que se distribuye por Perú, Bolivia, Chile y Argentina.

## Características
La longitud total es de 51 a 61 cm. El macho, más grande que la hembra, pesa entre 1.100 y 1.200 g. Posee una cola aguda, aunque la hembra la tiene menos aguda que el macho.
El ánade juarjual es de coloración parda ocrácea manchada, con rabadilla y vientre más claros. Presenta una amplia corona (salvo en la frente) y leve copete nucal oscuro. Es de tonos modestos, salvo en el vuelo, en el que puede observarse un espejo morado y blanco. El iris de los ojos es rojo.
Se parece mucho a la marmaronetta angustirostris del Viejo Mundo, a pesar de estar clasificados en géneros distintos.
Es una especie arisca, y tiene un canto parecido a un ladrido.

## Historia natural
Vive en lagunas, lagos y ríos de agua dulce, y en las costas marinas, andinas y patagónicas, hasta los 4.700 m s. n. m.. Se alimenta de invertebrados, artrópodos y moluscos, así como de vegetales, como algas. Pone de 5 a 8 huevos, cuyo color es crema. La incubación tarda aproximadamente 30 días.

## Subespecies
- Lophonetta specularioides alticola; pato crestón andino. Vive en la cordillera de los Andes, desde Perú y Bolivia hasta el norte de Chile y Argentina.
- Lophonetta specularioides specularioides; pato crestón del sur. Anida al sur de Chile, Argentina e islas Malvinas. Durante el invierno esta subespecie se desplaza por ambas costas hacia el norte, llegando al centro de Chile y Argentina.